# Madona
Madona er en by i det centrale Letland med et indbyggertal på 7971 (2016).

## Kendte bysbørn
- Aleksandrs Starkovs – fodboldspiller- og træner